# Лесьне-Одпадкі
Лесьне-Одпадкі (пол. Leśne Odpadki) — село в Польщі, у гміні Бруйці Лодзький-Східного повіту Лодзинського воєводства.
Населення — 81 особа (2011).

## Демографія
Демографічна структура станом на 31 березня 2011 року:
|          | Загалом | Допрацездатний вік | Працездатний вік | Постпрацездатний вік |
| -------- | ------- | ------------------ | ---------------- | -------------------- |
| Чоловіки | 42      | 6                  | 32               | 4                    |
| Жінки    | 39      | 6                  | 20               | 13                   |
| Разом    | 81      | 12                 | 52               | 17                   |